# Jessie Christiansen

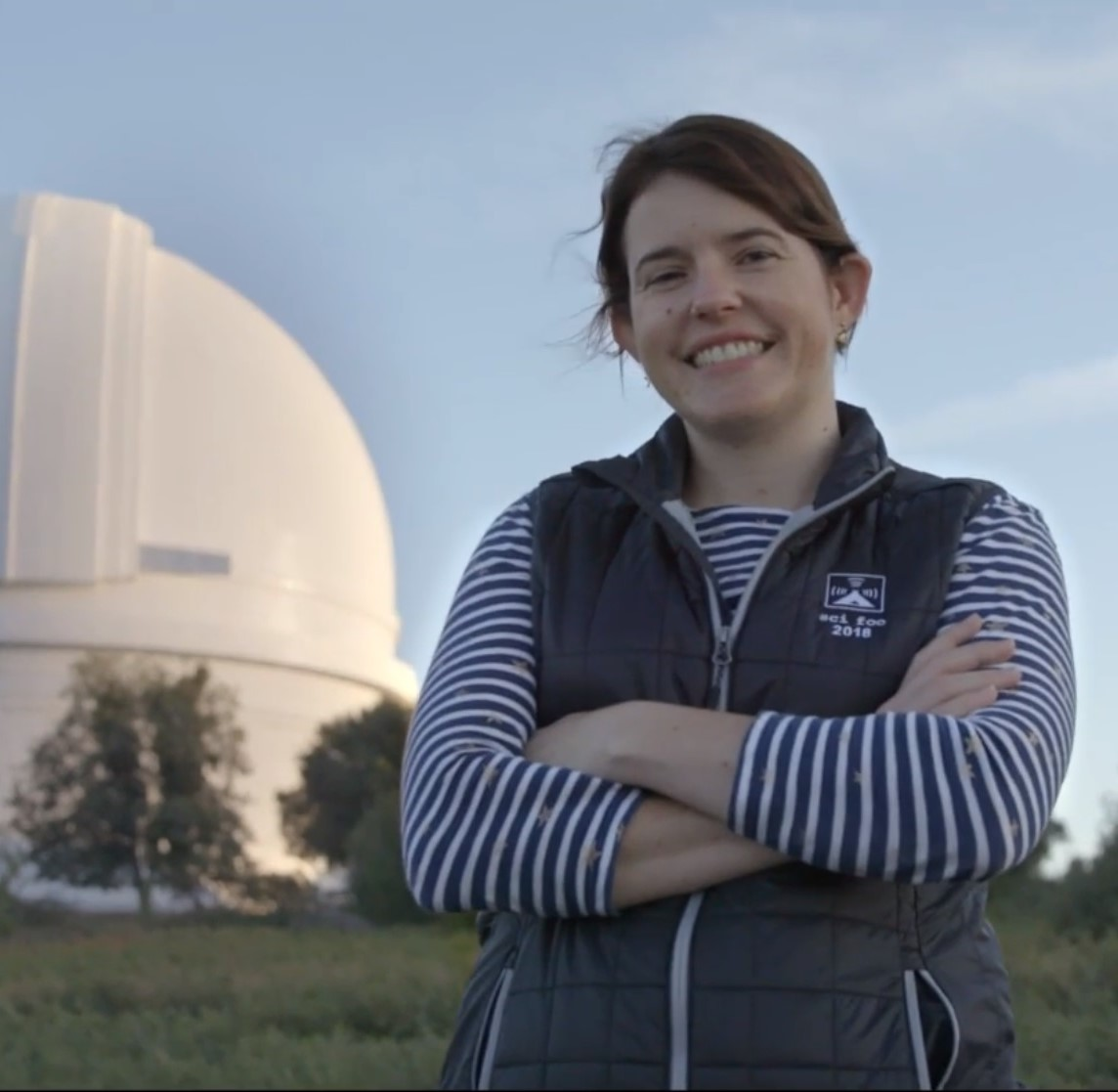
Jessie Christiansen vor dem Palomar-Observatorium (2018)

Jessie L. Christiansen (* 20. Jahrhundert) ist eine australische Astrophysikerin. Sie arbeitet am NASA Exoplanet Science Institute des California Institute of Technology (Caltech) in Pasadena (Kalifornien).

## Ausbildung
Jessie Christiansen studierte bis 2002 Physik und Mathematik an der Griffith University in Brisbane (Queensland). Danach absolvierte sie ein Astronomiestudium an der Australian National University in Canberra mit Bestnoten. 2007 promovierte sie an der University of New South Wales bei Michael Ashley zur Ph.D. In ihrer Arbeit wertete sie Beobachtungen mit dem Automated Patrol Telescope am Siding-Spring-Observatorium aus.

## Karriere
Nach ihrer Promotion arbeitete sie mit einem Postdoc-Forschungsstipendium am Harvard-Smithsonian Center for Astrophysics in Cambridge (Massachusetts). Im Rahmen der NASA-Kepler-Mission katalogisiert Christiansen die Exoplaneten im Keplerfeld. Als Mitglied des Kepler Science Team wurde sie 2010 mit dem NASA Group Achievement Award ausgezeichnet. Sie ist auch an der TESS-Mission der NASA beteiligt, die die Erforschung des gesamten Orbits nach den erdnähesten Planeten zur Aufgabe hat.
Mit Hilfe von Freiwilligen des Citizen-Science-Portals Zooniverse sucht Christiansen nach Exoplaneten unter Verwendung der vom Kepler-Weltraum-Teleskop erstellten Datensätze. In Zusammenarbeit mit Ian Crossfield vom Massachusetts Institute of Technology (MIT) veröffentlicht sie die Auswertungen. Im Januar 2018 gaben sie die Entdeckung von fünf massereichen Exoplaneten bekannt, die den sonnenähnlichen Stern K2-138 umkreisen. Die Himmelskörper bilden das größte bisher entdeckte Ensemble synchronisierter Exoplaneten. In einem Interview mit der BBC sprach Christiansen über die Bedeutung von auf Crowdsourcing basierenden Forschungsprojekten: „Leute können sich überall einloggen und lernen, wie echte Signale von Exoplaneten aussehen. Nach einem Vergleich mit den aktuellen vom Kepler-Teleskop gesammelten Daten können sie entscheiden, ob ein Signal als Transit oder nur als Störgeräusch zu klassifizieren ist.“

## Öffentliches Engagement
Neben ihrem Auftreten als Rednerin bei akademischen Konferenzen hält Christiansen auch öffentliche Vorträge über ihre Forschung. Sie trat bei NASA's Unexplained Files im populärwissenschaftlichen Fernsehsender Science Channel auf und leitete Diskussionen am Caltech, bei denen die wissenschaftlichen Hintergründe der Science-Fiction-Serie The Expanse dargestellt wurden. 2018 wirkte sie in Ali Alvarez’ Dokumentation über amerikanische Astrophysikerinnen Under The Same Stars mit. In populärwissenschaftlichen Podcasts diskutiert sie über Exoplaneten und die Kepler-Mission und veröffentlicht Texte auf populärwissenschaftlichen Websites wie dem New Scientist, dem Smithsonian Magazine und BBC News.
2015 unterschrieb Christiansen mit 278 anderen Wissenschaftler einem offenen Brief an die New York Times, um gegen einen Artikel zu protestieren, der nach ihrer Ansicht im Fall des Astronomieprofessors Geoffrey Marcy die Auswirkungen von sexuellen Belästigung bagatellisierte.

## Auszeichnungen
- 2018 NASA Exceptional Engineering Achievement Medal[28]
- 2018 Griffith University: Outstanding Young Alumnus